# Lemonade Mouth
Lemonade Mouth är en musikalisk dramafilm från 2011 baserad på en bok med samma namn skriven av Mark Peter Hughes. Filmen producerades av Disney Channel.
Filmen handlar om fem elever från high school som träffas vid en kvarsittning i skolan. Där upptäcker de något som de har gemensamt och tillsammans skapar de ett rockband.

## Rollista
- Bridgit Mendler som Olivia White
- Adam Hicks som Wen Gifford
- Hayley Kiyoko som Stella Yamada
- Naomi Scott som Mohini "Mo" Banjaree
- Blake Michael som Charles "Charlie" Delgado
- Nick Roux som Scott Pickett
- Chris Brochu som Ray Beech
- Tisha Campbell-Martin som Miss Jenny Reznick
- Christopher McDonald som Rektor Stanley Brenigan
- Judith Rane som Brenda

Författaren Mark Peter Hughes som skrivit boken filmen baserats på hade även en cameoroll som ett utklätt bi.

## Utmärkelser
| År   | Utmärkelse      | Kategori          | Nominerad      | Resultat |
| ---- | --------------- | ----------------- | -------------- | -------- |
| 2011 | Popstar Awards  | Favorite TV Movie | Lemonade Mouth | Vann     |
| 2011 | JaNEWary Awards | Best iTunes Song  | "Determinate"  | Vann     |